# Sphagnales
De Sphagnales zijn de enige orde uit de klasse Sphagnopsida. De orde omvat slechts één familie, de veenmossen (Sphagnaceae).
De Sphagnales zijn, volgens de moleculaire fylogenie, nauw verwant aan de orde Takakiales, en vormen samen met hen de basis van de Bryophyta.
- Familie: Sphagnaceae
  - Geslacht: Sphagnum
    - Soort: Geoord veenmos (Sphagnum denticulatum)
    - Soort: Gewoon veenmos (Sphagnum palustre)
    - Soort: Hoogveen-veenmos (Sphagnum magellanicum)
    - Soort: Waterveenmos (Sphagnum cuspidatum)
    - Soort: Wrattig veenmos (Sphagnum papillosum)

## Fotogalerij

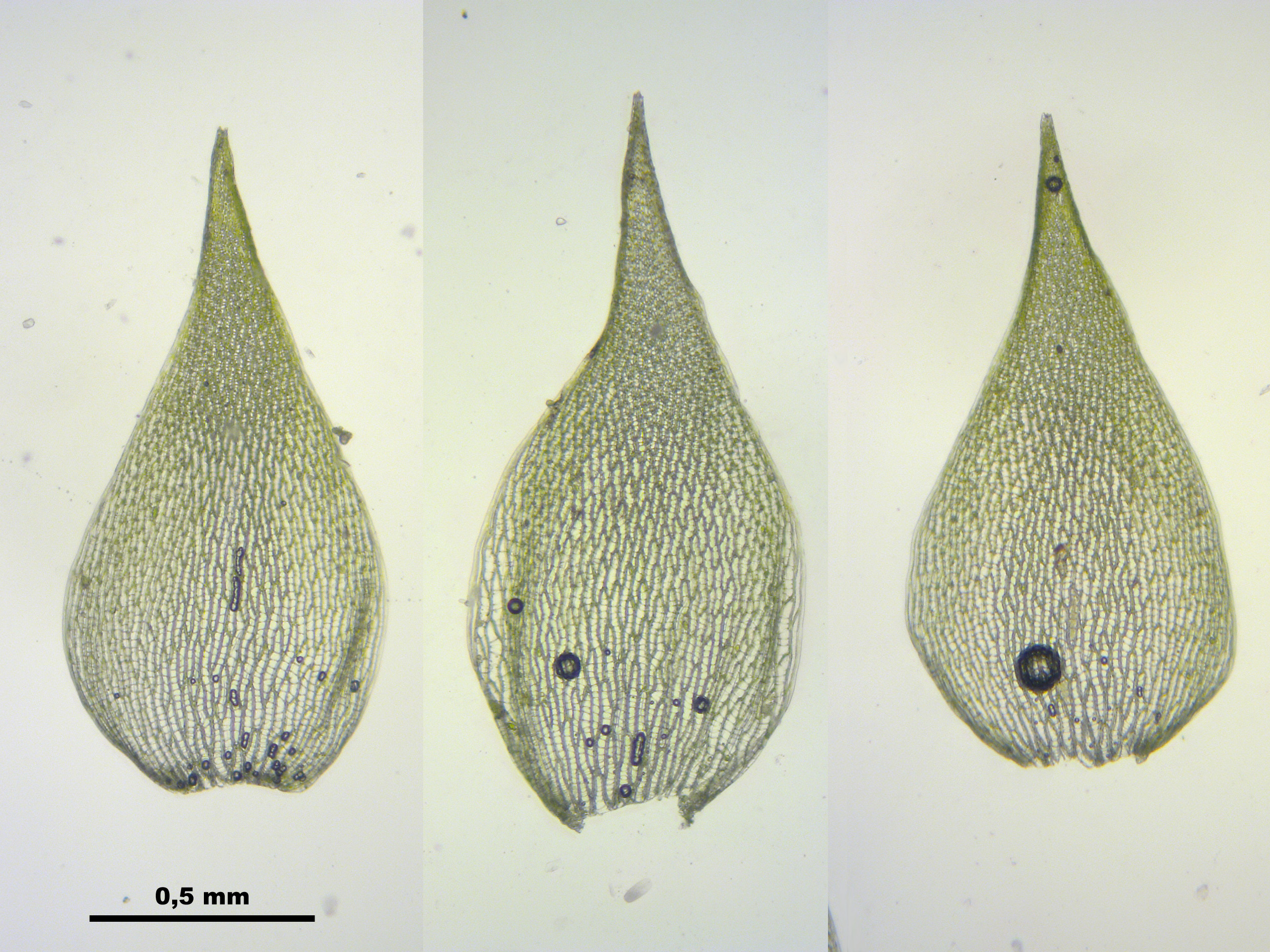
Takladeren van uitgebeten veenmos
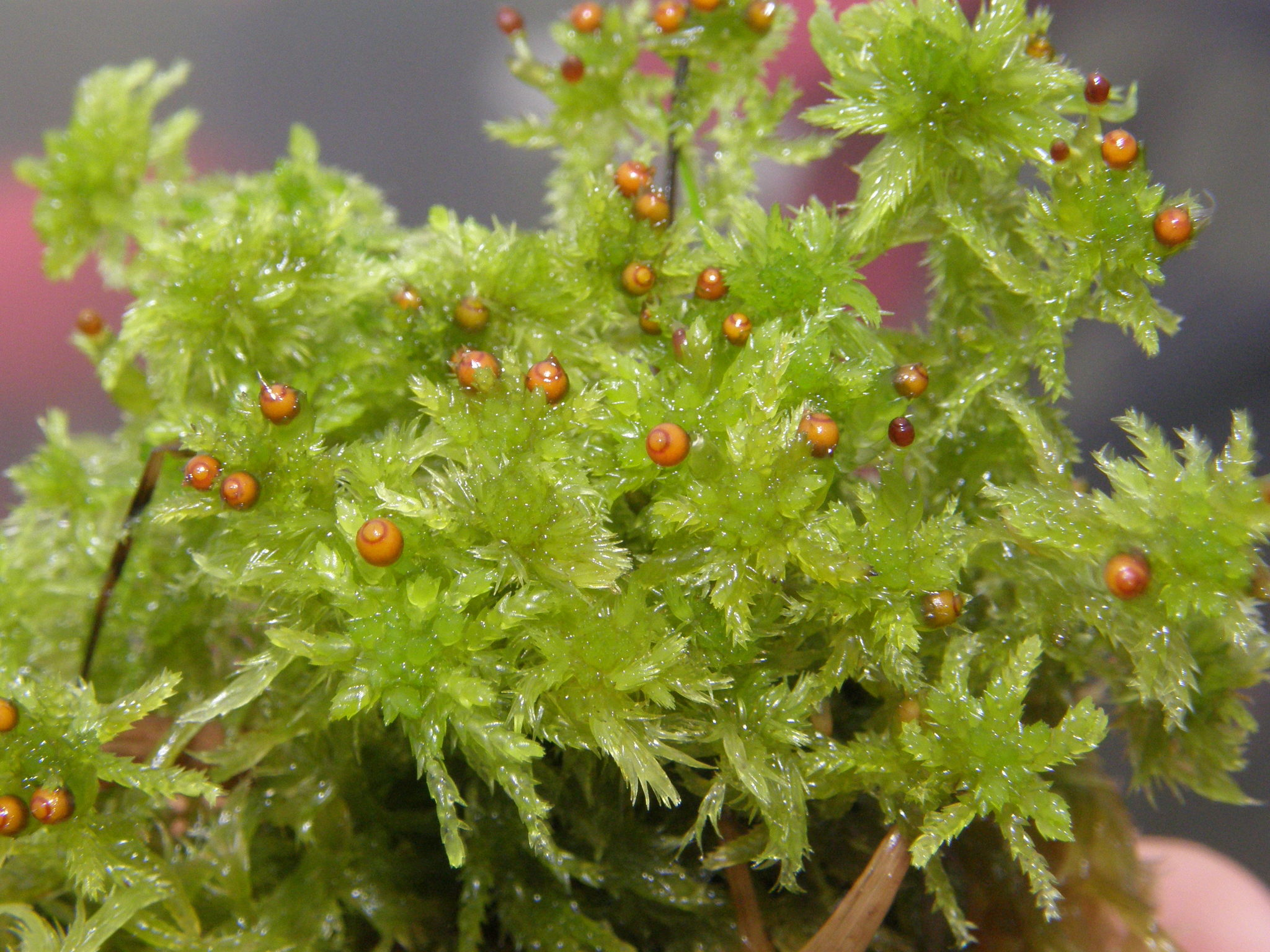
Kapselend exemplaar van zacht veenmos
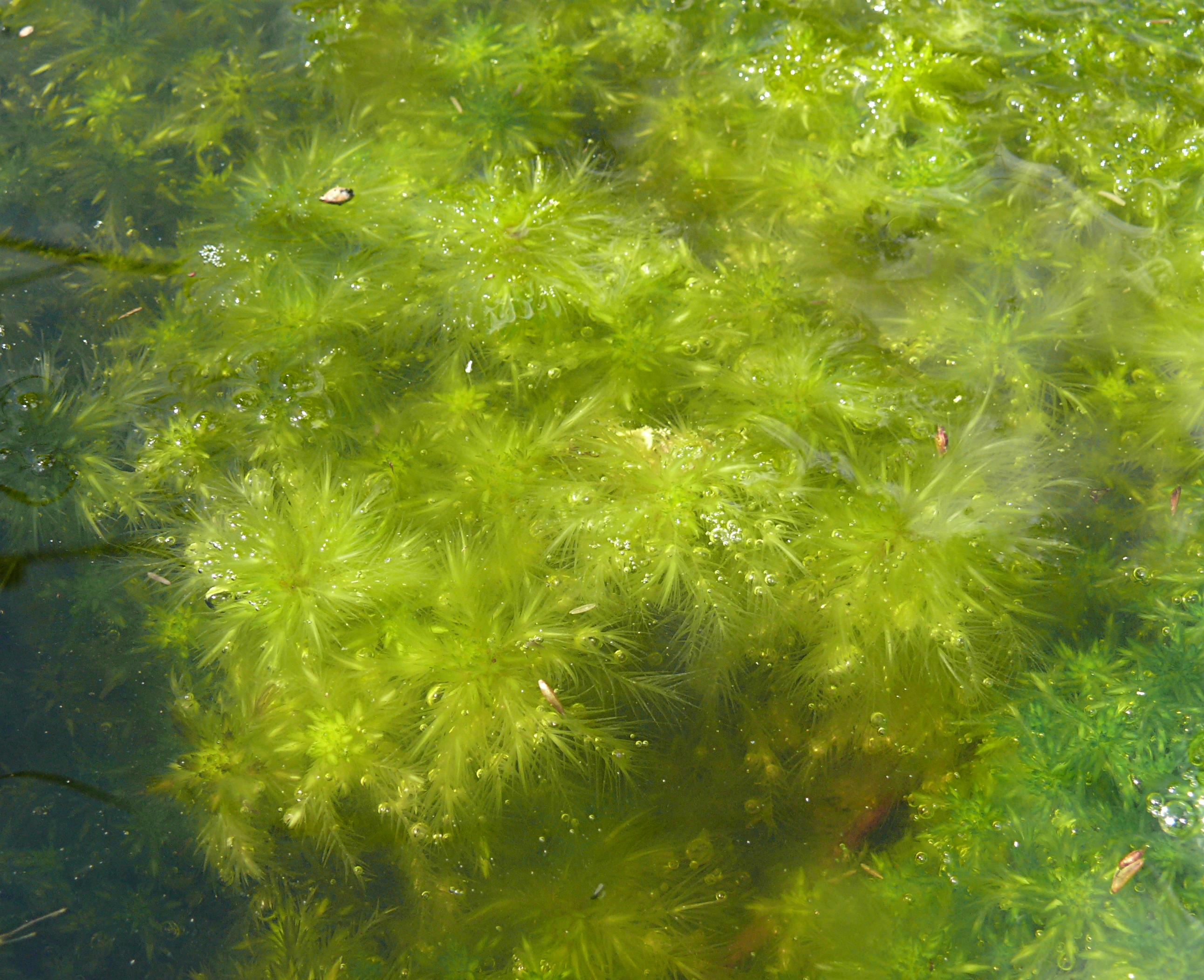
Waterveenmos